# Russell Tovey
Russell Tovey, född 14 november 1981 i Billericay, Essex, är en brittisk skådespelare.
Tovey har bland annat medverkat i TV-serierna American Horror Story och Fästningen. Han har även medverkat i filmen Love Again.

## Filmografi (i urval)
- 2008 – Little Dorrit (2008) (TV-serie)
- 2008–2012 – Being Human (TV-serie)
- 2012 – Piraterna!
- 2014–2015 – Looking (TV-serie)
- 2022 – American Horror Story (TV-serie)
- 2023 – Love Again
- 2023 – Fästningen (TV-serie)
- 2024 – Feud: Capote vs. The Swans (TV-serie)